# Principio de Copérnico

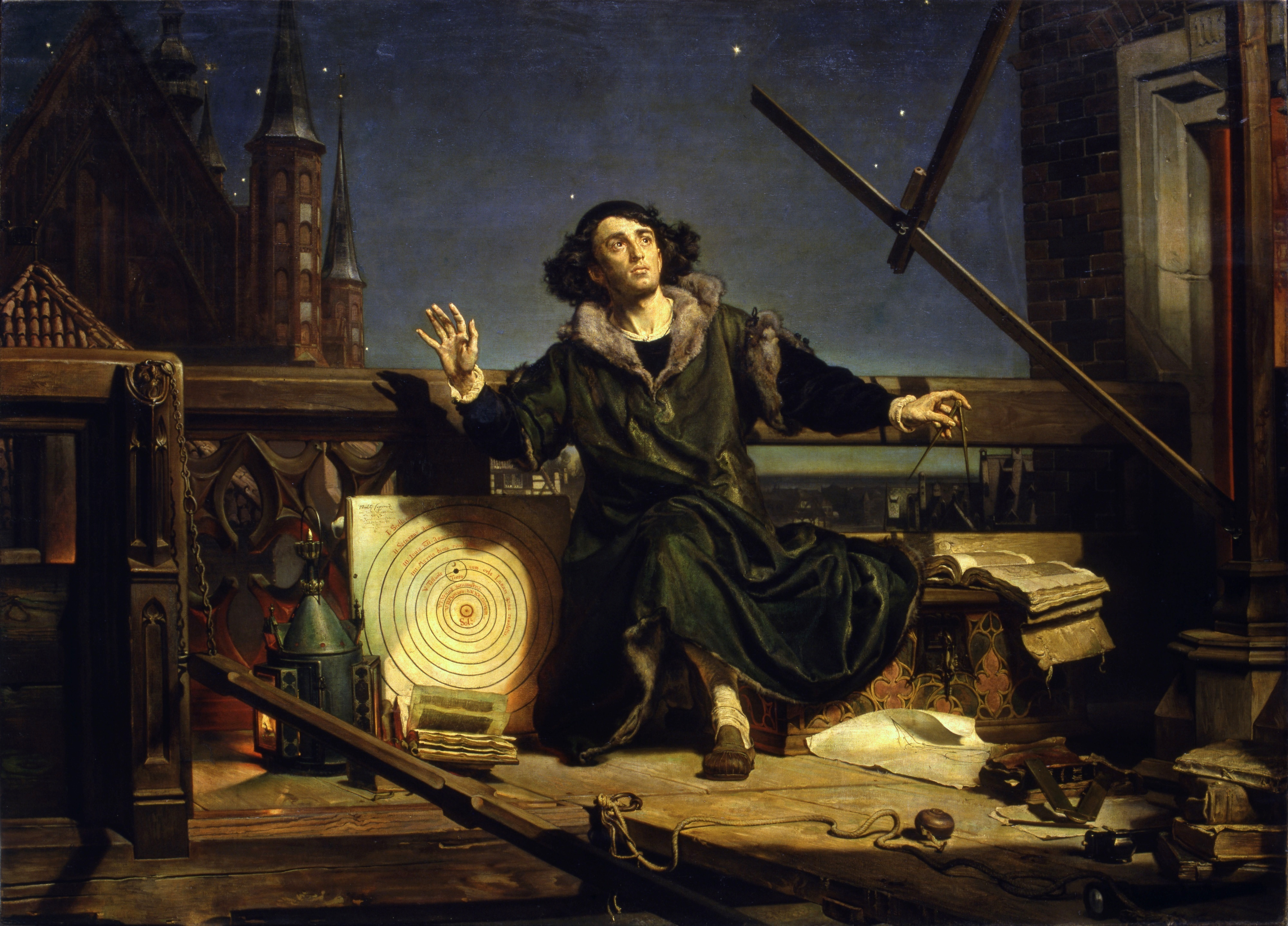
Astrónomo Copérnico, óleo de Jan Matejko (1872).

En cosmología física, el principio de Copérnico, llamado así en honor a Nicolás Copérnico, es un principio que postula que nuestro planeta —la Tierra— no ocupa ninguna posición central favorecida. Recientemente, el principio fue generalizado hacia el concepto relativista que enuncia: «los humanos no somos observadores privilegiados del universo»; en este sentido, es equivalente al principio de mediocridad, con importantes implicaciones en la filosofía de las ciencias.
Desde la década de 1990, el término ha sido utilizado (o de manera indistinta, "el método copernicano") por J. Richard Gott, para la predicción sobre la duración de eventos actuales basada en la inferencia bayesiana, una versión generalizada del argumento del juicio final.

## Origen e implicaciones
El astrónomo y astrofísico inglés Michael Rowan-Robinson, enfatiza de este modo la importancia del principio de Copérnico: «Resulta evidente que en la era post-copernicana de la historia humana, ninguna persona racional y bien informada puede imaginar que la Tierra ocupa un lugar único en el universo».
Hermann Bondi dio nombre al Principio en honor a Copérnico, a mediados del siglo XX, aunque en sí, el Principio se originó del cambio de paradigma operado entre los siglos XVI y XVII y que dejó atrás al sistema ptolemaico para colocar a la Tierra en el centro del universo. Copérnico demostró que el movimiento de los planetas puede explicarse sin asumir que la Tierra está localizada en un centro estacionario; su argumento fue que el aparente movimiento retrógrado de los planetas era una ilusión causada por el movimiento de la Tierra alrededor del Sol, al que el sistema copernicano situaba en el centro del universo. Copérnico mismo estaba motivado únicamente por las dificultades técnicas del sistema anterior, sin ningún principio de mediocridad. De hecho, aunque suele decirse que el modelo copernicano "degradó" a la Tierra al despojarla del papel central que tenía en el modelo geocéntrico ptolemaico, ni Copérnico ni ningún otro científico o filósofo de los siglos XVI y XVII tenían esta concepción.
En cosmología, si uno asume el principio de Copérnico y observa que el universo parece isotrópico desde nuestro punto de observación en la Tierra, entonces uno puede probar que el universo es en general homogéneo (en todo momento) y también es isotrópico con respecto a cualquier punto. Estas dos condiciones comprenden el principio cosmológico.
En la práctica, los astrónomos observan que el universo posee estructuras heterogéneas hasta la escala de supercúmulos de galaxias, filamentos y grandes vacíos, pero se vuelve más y más homogéneo e isotrópico al ser observado a escalas cada vez mayores, con poca estructura detectable a escalas de más de 200 millones de parsecs. Sin embargo, a escalas comparables al radio del universo observable, vemos cambios sistemáticos a la distancia de la Tierra. Por ejemplo, las galaxias contienen más estrellas jóvenes y están menos conglomeradas, también los cuásares parecen ser más numerosos. Mientras esto podría sugerir que la Tierra está en el centro del universo, el principio de Copérnico requiere que interpretemos esto como evidencia de la evolución del universo en el tiempo: a esta luz lejana le llevó la mayor parte de la edad del universo llegar y nos muestra el universo cuando era joven. La luz más lejana de todas, la radiación de fondo de microondas, es isotrópica hasta al menos una parte en mil.
La cosmología matemática moderna se basa en la asunción de que el principio cosmológico es casi, pero no exactamente, cierto a grandes escalas. El principio de Copérnico representa la asunción filosófica irreducible necesaria para justificar esto, teniendo en cuenta las observaciones.
Bondi y Thomas Gold se sirvieron del principio de Copérnico para argumentar en favor del principio cosmológico perfecto, que sostiene que el universo es también homogéneo en el tiempo, y es la base de la teoría del estado estacionario del cosmos. Sin embargo, esto entra en severo conflicto con la evidencia del principio cosmológico de evolución antes mencionado: el universo ha progresado a partir de condiciones extremadamente diferentes presentes en el Big Bang, y continuará progresando hacia condiciones extremadamente diferentes, particularmente bajo la influencia de la energía oscura, aparentemente hacia el Big Freeze o el Big Rip.

## Confirmación
En el año 2000, mediciones de los efectos de la radiación de fondo de microondas en la dinámica de sistemas astrofísicos lejanos, confirmaron el principio de Copérnico a escala cosmológica. La radiación que permea el universo era, de manera demostrable, más caliente en tiempos pasados. El enfriamiento uniforme de la radiación cósmica de fondo a lo largo de miles de millones de años se explica solo si el universo está experimentando una expansión métrica.

## Anisotropía del alineamiento eclíptico de la radiación cósmica de fondo
Resultados de la sonda Wilkinson Microwave Anisotropy Probe (WMAP) parecen ir en contra de las expectativas copernicanas. El movimiento del Sistema Solar y la orientación del plano eclíptico se ajustan a las características esperadas de un cielo permeado por microondas que, según la interpretación convencional, son causadas por la estructura al borde del universo observable.
Lawrence Krauss es citado del siguiente modo:

Pero cuando ves el mapa de la radiación cósmica de fondo, también ves que la estructura observada, está de hecho, en un modo extraño, correlacionada con el plano de la Tierra alrededor del Sol. ¿Es el regreso de Copérnico acechándonos? Sería desquiciado. Estamos mirando al universo en su totalidad. No hay razón por la que debería haber una correlación de estructura con nuestro movimiento de la Tierra alrededor del Sol —el plano de la Tierra alrededor del Sol— la eclíptica. Eso significaría que somos verdaderamente el centro del universo.

Sería algo sorprendente si los alineamientos del WMAP fueran una completa coincidencia, pero las implicaciones anti-copernicanas sugeridas por Krauss podrían ser mucho más sorprendentes, de resultar ciertas. Otras posibilidades son (i) errores residuales instrumentales en la WMAP causan el efecto (ii) emisiones de microondas inesperadas originadas dentro del Sistema Solar están contaminando los mapas.